# The Downs

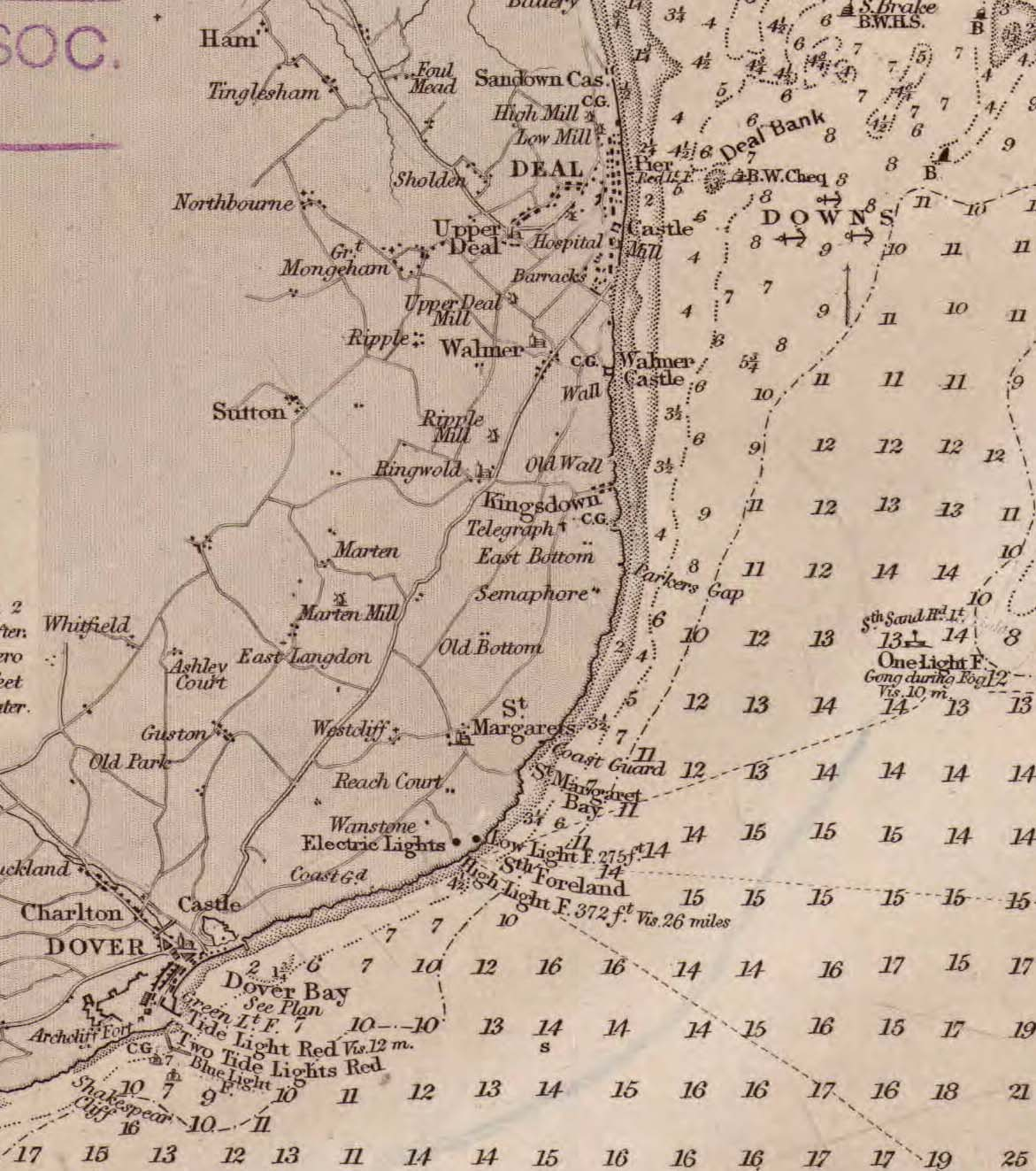
Karte der Downs von 1848

Als The Downs wird ein Seegebiet im Bereich des Ärmelkanals zwischen den Goodwin Sands und dem östlichen Kent am Übergang von der Nordsee in den Ärmelkanal bezeichnet.
Die Downs sind den Städten Deal und Ramsgate vorgelagert. Sie werden von Westen her durch das Festland und von Osten her durch die Goodwin Sands geschützt und sind deshalb traditionell ein beliebter Ankergrund. Vom 17. bis in das 20. Jahrhundert dienten die Downs als Ankerplatz der Royal Navy und in Kriegszeiten als Sammelpunkt für Konvois.
Bis heute geht jedoch von den seit dem Mittelalter als “swallower of shippes” (deutsch: „Schiffeverschlucker“) berüchtigten Goodwin Sands eine erhebliche Gefahr aus. Bei Stürmen aus Westsüdwest / Südwest erwiesen sich die Downs immer wieder als Falle für Schiffe, da diese durch den Wind auf die Goodwin Sands getrieben wurden. Die schlimmste Katastrophe dieser Art ereignete sich 1703 im sogenannten Großen Sturm, bei dem vier in den Downs vor Anker liegende Linienschiffe der Royal Navy und eine unbekannte Anzahl von Handelsschiffen in den Goodwin Sands zugrunde gingen. Allein beim Untergang der vier Linienschiffe starben über 1.000 Seeleute.
Am 21. Oktoberjul. / 31. Oktober 1639greg. fand die Seeschlacht in den Downs während des Achtzigjährigen Krieges zwischen der Flotte der Vereinigten Niederlande unter Admiral Maarten Tromp und der spanisch-portugiesischen Flotte von Admiral Antonio de Oquendo statt.
Koordinaten: 51° 11′ 0″ N, 1° 29′ 0″ O